# ČSD-Baureihe U 36.901–902
Die ČSD-Baureihe U 36.901–902 waren zwei Schmalspur-Dampflokomotiven der Waldbahn Tereswatal, die nach 1918 von den ČSD übernommen worden.

## Geschichte
Die Maschinen der Reihe ČSD-Baureihe U 36.901–902 waren dreiachsige einheitliche Schmalspurtenderlokomotiven, gebaut 1922 von der Breslauer Firma Smoschewer & Co. Sie entstanden unter der Fabriknummer 739 und 740. Es müssen von diesen Typ mehrere Maschinen gebaut worden sein, denn in der Literatur ist unter der Fabriknummer 700 oder 701 eine Lokomotive gleichen Typs bei dem Betrieb in den Ostkarpaten zu sehen.
Die Lokomotiven waren zunächst auf einer privaten Waldbahn bei Medzilaborce eingesetzt. Nach deren Stilllegung kaufte die Staatliche Waldeisenbahn (SLD) zwei wenig benützte Lokomotiven dieses Typs. Weil die technisch-polizeiliche Prüfung fehlte, waren sie vorerst drei Jahre abgestellt, übernahmen jedoch anfangs eine planmäßige Inventarnummer der SLD.
Danach waren sie von 1939 bis Mitte der 1950er Jahre bei der Waldbahn Tereswatal im Einsatz. 1939, als die Waldbahn Tereswatal von der privaten Gesellschaft Taracsvölgyi erdei vasút (TEV, deutsch „Waldbahn Theresiental“) weiterbetrieben wurde, bekamen die Lokomotiven die Bezeichnung K 36.902-903.